# Giancarlo Polidori
Giancarlo Polidori, nacido el 30 de octubre de 1943 en Sassoferrato, es un ciclista profesional italiano que fue profesional desde 1966 a 1976. 

## Palmarés
| 1968 - Giro de Lazio 1969 - 1 etapa de la Tirreno-Adriático - 1 etapa del Giro de Italia - 1 etapa del Giro de Cerdeña 1970 - G. P. Montelupo - 1 etapa del Giro de Cerdeña 1971 - Giro del Veneto - Giro de Toscana - Tres Valles Varesinos - 1 etapa de la Tirreno-Adriático | 1972 - Sassari-Cagliari - 2 etapas del Tour de Romandía - 1 etapa de la Vuelta a Suiza 1973 - Tour de Umbría - 1 etapa del Tour de Romandía 1974 - Sassari-Cagliari |

## Resultados en las grandes vueltas
| Carrera         | 1966 | 1967 | 1968 | 1969 | 1970 | 1971 | 1972 | 1973 | 1974 | 1975 | 1976 |
| --------------- | ---- | ---- | ---- | ---- | ---- | ---- | ---- | ---- | ---- | ---- | ---- |
| Giro de Italia  | Ab.  | 30.º | 35.º | 31.º | 29.º | 18.º | 58.º | 62.º | Ab.  | 36.º | 79.º |
| Tour de Francia | -    | 22.º | -    | Ab.  | 73.º | -    | -    | -    | -    | -    | -    |
| Vuelta a España | -    | -    | -    | -    | -    | -    | -    | -    | -    | -    | -    |
| Mundial en Ruta | -    | -    | -    | -    | -    | 4.º  | 30.º | 21.º | -    | -    | -    |

-: no participa

Ab.: abandono